# Dziwnów (gemeente)
De gemeente Dziwnów is een stad- en landgemeente in powiat Kamieński, woiwodschap West-Pommeren. Aangrenzende gemeenten:
- Kamień Pomorski, Świerzno en Wolin (powiat Kamieński)
- Rewal (powiat Gryficki)

Zetel van de gemeente is in de stad Dziwnów.
De gemeente beslaat 3,8% van de totale oppervlakte van de powiat.

## Demografie
Stand op 30 juni 2004:
| Omschrijving                   | Totaal | Totaal | Vrouwen | Vrouwen | Mannen | Mannen |
| ------------------------------ | ------ | ------ | ------- | ------- | ------ | ------ |
| eenheid                        | aantal | %      | aantal  | %       | aantal | %      |
| inwoners                       | 4196   | 100    | 2101    | 50,1    | 2095   | 49,9   |
| bevolkingsdichtheid (inw./km²) | 110,7  | 110,7  | 55,4    | 55,4    | 55,3   | 55,3   |

De gemeente heeft 8,8% van het aantal inwoners van de powiat. In 2002 bedroeg het gemiddelde inkomen per inwoner 3021,53 zł.

## Plaatsen
- Dziwnów (Duits Berg Dievenow, stad sinds 2004)

Administratieve plaatsen (sołectwo) van de gemeente Dziwnów:
- Dziwnówek, Łukęcin en Międzywodzie
  - Dziwna, Dziwnów Dolny, Dziwnów Górny